# Bembidion aeneum
Bembidion aeneum es una especie de escarabajo del género Bembidion, familia Carabidae. Fue descrita científicamente por Germar en 1824.
Habita en Azerbaiyán, Bélgica, Dinamarca, Estonia, Francia, Alemania, Gran Bretaña, Irlanda, Letonia, Países Bajos, Noruega, Rusia, Suecia, Ucrania y Uzbekistán.